# UH-60 Блек Хоук
UH-60 Црни јастреб (енгл. UH-60 Black Hawk) је хеликоптер са четири елисе на главном ротору и исто толико елиса на репном, двомоторни, осредњи, вишенаменски хеликоптер израђен од стране компаније Сикорски Еркрафт (енгл. Sikorsky Aircraft).